# Gertrud Wråke-Lindquist
Gertrud Linnéa Wråke-Lindquist, född 19 mars 1905 i Limhamns församling, Malmöhus län, död 4 november 1996 i Lidingö församling, Stockholms län
, var en svensk målare och tecknare.
Hon var dotter till disponenten Lorenz Wråke och Karolina Sjöberg och från 1936 gift med Ragnar Tage Lindquist. Hon studerade vid Skånska målarskolan 1928–1929 och vid Otte Skölds målarskola i Paris 1929–1930 samt vid Académie de la Grande Chaumière 1930–1931 och vid Det Kongelige Danske Kunstakademi 1934–1935 samt genom självstudier under resor till Italien och England. Tillsammans med sin man ställde hon ut i SDS-hallen i Malmö 1944 som följdes av en separatutställning i samma lokal 1947 och på Modern konst i hemmiljö i Stockholm 1948. Tillsammans med Gustav Edwall och Gustaf Sjöö ställde hon ut i Hudiksvall och hon medverkade i Skånes konstförenings utställningar sedan 1930 samt flera samlingsutställningar med provinsiell konst på olika platser i Skåne. Hon var representerad i utställningen Svenska akvareller 1925–1947 som visades på Konstakademien i Stockholm 1947. Hennes konst består av porträtt, människostudier landskapsskildringar utförda i olja eller gouache samt teckningar.